# Curgy
Curgy é uma comuna francesa na região administrativa de Borgonha-Franco-Condado, no departamento Saône-et-Loire. Estende-se por uma área de 31,52 km². Em 2010 a comuna tinha 1 191 habitantes (densidade: 37,8 hab./km²).